# Diocese de La Rioja
A Diocese de La Rioja (em latim: Diœcesis Rioiensis) é uma diocese localizada na cidade de Rioja pertencente á Arquidiocese de San Juan de Cuyo na Argentina. Foi fundada em 20 de abril de 1934 pelo Papa Pio XI.

## História
Em 20 de abril de 1934, Papa Pio XI fundou a diocese de La Rioja a partir do território retirado da Arquidiocese de Córdoba.

## Lista de bispos
A seguir uma lista de bispos desde a criação da diocese. 
|                 | Nome                           | Período    | Notas                            |
| Bispos          | Bispos                         | Bispos     | Bispos                           |
| --------------- | ------------------------------ | ---------- | -------------------------------- |
| 8º              | Dante Gustavo Braida Lorenzón  | 2018-atual |                                  |
| 7º              | Daniel Marcelo Colombo         | 2013–2018  | Nomeado Arcebispo de Mendoza     |
| 6º              | Roberto Rodríguez              | 2006-2013  |                                  |
| 5º              | Fabriciano Sigampa             | 1992-2005  | Nomeado Arcebispo de Resistencia |
| 4º              | Bernardo Enrique Witte, O.M.I. | 1977-1992  | Nomeado Bispo de Concepción      |
| 3º              | Enrique A. Angelelli Carletti  | 1968-1976  |                                  |
| 2º              | Horacio Arturo Gómez Dávila    | 1964-1968  |                                  |
| 1º              | Froilán Ferreira Reinafé       | 1934-1964  |                                  |
| Bispo-coadjutor |                                |            |                                  |
|                 | Horacio Arturo Gómez Dávila    | 1960-1964  |                                  |